# Waggum

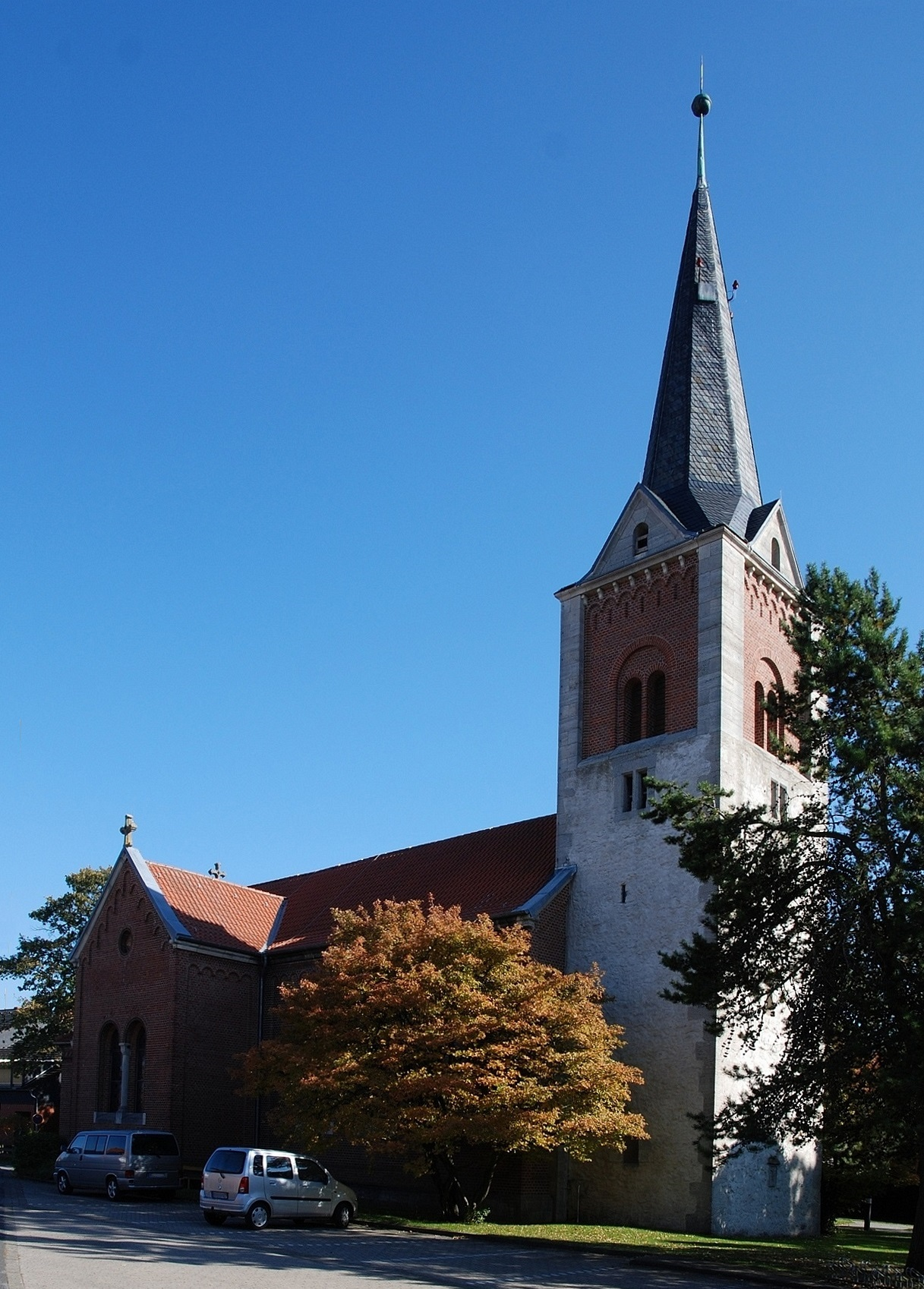
Ev.-luth. St.-Petri-Johannis-Kirche, neuromanischer Backsteinbau von 1882, Turmunterbau mittelalterlich

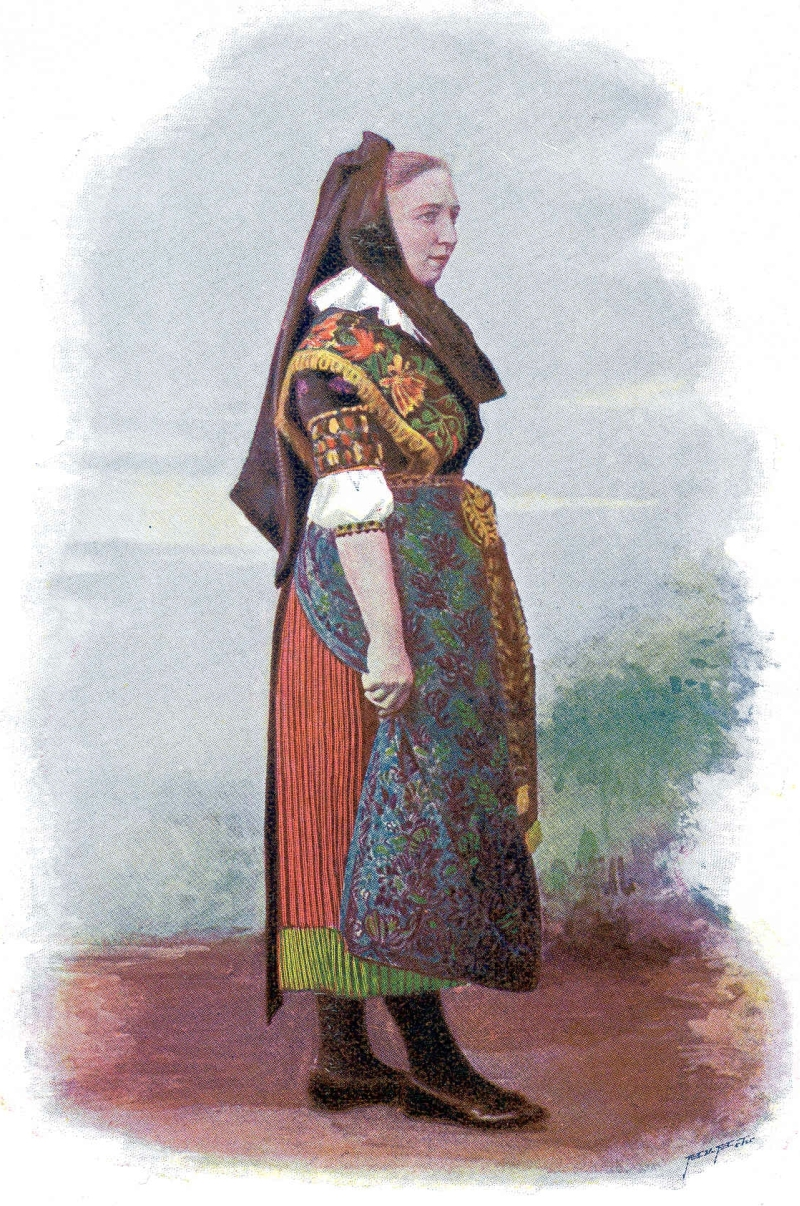
Frau aus Waggum, in Braunschweiger Tracht, um 1900

Waggum ist ein Stadtteil von Braunschweig. Es liegt im Nordosten der Stadt und gehört zum Stadtbezirk 112 – Wabe-Schunter-Beberbach.

## Geschichte
Der Ort wurde mit dem Namen „Wagken“ in einer Besitzbestätigungsurkunde König Heinrichs II. für das Kanonissenstift Steterburg von 1007 erstmals urkundlich erwähnt. Der Ortsname bedeutet „Heim eines Wago / Wacco“.
Eine überlieferte Geschichte in Waggum besagt, dass Karl der Große an einer Quelle im Ortsbereich einst Sachsen oder Wenden getauft haben soll. Das lässt sich zwar nicht durch Schriften belegen, jedoch existiert auf alten Karten die Flurbezeichnung „Taufkamp“. Ein kleiner Bach leitete einst das Wasser der Quelle ab und mündete in den weiter nördlich gelegenen Beberbach, der bei Bienrode in die Schunter fließt.
Mit der Auflösung des Landkreises Braunschweig 1974 wurde Waggum Teil der Stadt Braunschweig.

## Der Flughafen
Im Jahre 1934 kaufte das Reichsluftfahrtministerium den Flugplatz in Broitzem für militärische Zwecke, so dass die Stadt Braunschweig einen neuen Verkehrsflughafen bauen musste. Hierfür wurde eine Fläche in der Gemarkung Waggum ausgewählt, was zu einer Verringerung der Anbauflächen für Spargel führte. Als Entschädigung erhielten die Bauern die Möglichkeit, eine Beschäftigung auf dem neuen Flugplatz oder beim Autobahnausbau zu bekommen. Am 27. Mai 1936 nahm der Flughafen Braunschweig-Waggum seinen Betrieb auf. Dieser eigentlich für Zivilzwecke errichtete Flugplatz wurde am 27. August 1939 von der Luftwaffe übernommen, um hier unter dem Decknamen „Weißkohl“ einen Fliegerhorst und Militärflugplatz einzurichten.
Der Flughafen im Süden von Waggum heißt heute „Flughafen Braunschweig-Wolfsburg“ (Regional- und Forschungsflughafen, frühere Nutzung als Militärflugplatz). Er ist zudem Sitz des Luftfahrt-Bundesamtes.

## Politik

### Wappen
| Wappen von Waggum | Blasonierung: „In Blau eine stilisierte goldene Quelle.“ |
| Wappen von Waggum | Wappenbegründung: Im Waggumer Wappen sprudelt eine stilisierte Quelle, die sich auf dem Gelände des heutigen Flughafens, an die sich eine alte Ortsüberlieferung knüpft, nach der Karl der Große hier die Sachsen bzw. Wenden getauft habe. Ein solches Ereignis ist zwar für Waggum nicht urkundlich belegt. Doch wird das betreffende Flurstück, mit dem sich der volkstümliche Name „Waggensche Taufe“ verbindet, auf alten Flurkarten bemerkenswerterweise als „Taufkamp“ bezeichnet. Mit den blau-goldenen Farben gedenkt der Ort seiner langen Zugehörigkeit zum Land und speziell zum Landkreis Braunschweig, in dem er bis zur Eingemeindung in die Stadt Braunschweig 1974 eine selbständige Gemeinde bildete. Das Wappen wurde vom Heraldiker Arnold Rabbow gestaltet und am 19. November 1979 vom Ortsrat angenommen. |

## Persönlichkeiten
- Hermann Deppe (* 19. Oktober 1904; † 19. April 1989), Ehrenbürger der Gemeinde Waggum[7]
- Wolfgang Grzyb (* 29. Juli 1940; † 7. Oktober 2004), Fußballspieler u. a. bei Eintracht Braunschweig